# ナカリンタラーティラート
ナカリンタラーティラート（Nakarintharathirat、1359年 - 1424年）は、タイの王朝の1つであるアユタヤ王朝の王の1人。通称はナコーンイン親王。または、インタララーチャー1世ともいう。ウートーン家出身の前王、ラーマラーチャーティラートを廃したチャオプラヤー・マハーセーナーボーディーの推挙を受けて王位に就いた。南部進出を狙っていたチエンマイのラーンナー王国をはじめとする北部勢力を牽制するため、支配下にあったスコータイ王国の家督争いを調停したことがある。ナカンリンタラーティラートには、アイプラヤー、イープラヤー、サームプラヤーという3人の息子がおり、それぞれをスパンブリー、プレークシーラーチャー、チャイナートの国主に任命した。ナカリンタラーティラートが崩御するとこの3人が象にまたがって戦ったが、アイプラヤーとイープラヤーが相討ちして死亡したため、一番若かったサームプラヤーが王位に就くことになった。